# 1430 км
1430 км (баш. 1430 км) — упразднённый в 2005 году населённый пункт (тип: железнодорожная будка) в Малиновском сельсовете Белебеевского района Республики Башкортостан Российской Федерации. Включён в состав деревни Кум-Косяк. Фактически в черте села Аксаково как улица 1430 км, с тремя домами (на май 2023).

## География
Расстояние до:
- районного центра (Белебей): 7 км,
- центра сельсовета (Малиновка): 6 км,
- ближайшей ж/д станции (Аксаково): 2 км.

## История
По состоянию на 1 января 1969 года входил в Надеждинский сельсовет с центром в селе Надеждино. После его расформирования к 1972 году в Малиновском сельсовете.
Закон «О внесении изменений в административно-территориальное устройство Республики Башкортостан в связи с образованием, объединением, упразднением и изменением статуса населённых пунктов, переносом административных центров» от 20 июля 2005 года № 211-з постановил:

ст. 2. Объединить следующие населённые пункты с сохранением наименований:
2) в Белебеевском районе:
б) поселение железнодорожная будка 1430 км, поселение железнодорожная будка 1432 км и посёлок Кум-Косяк Малиновского сельсовета, установив объединённому населённому пункту тип поселения — деревня, с сохранением наименования «Кум-Косяк»

## Население
| 1969 | 2002 |
| ---- | ---- |
| 10   | ↗12  |

Согласно переписи 2002 года, преобладающая национальность — башкиры (33 %) от 12 человек; из них по 6 мужчин и женщин.
На 1 января 1969 года проживали 10 человек; преимущественно русские.